# Corinne Cosseron
Corinne Cosseron, née le 5 juin 1959 à Boulogne-Billancourt (France) est une formatrice professionnelle en « rigologie », fondatrice en 2002 de l'École internationale du rire à Frontignan, la première école de ce type au monde.

## Biographie

### Famille
Corinne Cosseron est née le 5 juin 1959 à Boulogne-Billancourt. Elle est mariée à un avocat d'affaires et a deux enfants.

### Formation
Corinne Cosseron obtient son baccalauréat à 17 ans, puis suit les cours de l'École supérieure de réalisation audiovisuelle (ESRA) dont elle est diplômée. Elle obtient une licence de psychologie à l'Université Paris-VIII.

### La «rigologie» et l'«École internationale du rire»
Formatrice professionnelle, elle découvre sa vocation en regardant un documentaire sur le docteur Madan Kataria, médecin indien fondateur du yoga du rire[réf. nécessaire].
En 2002, elle crée une méthode qu’elle baptise la « rigologie », ensemble de pratiques psycho-corporelles destinées à stimuler la joie de vivre et l’optimisme de chacun, puis fonde à Frontignan, l'« École internationale du rire ». En 2016, elle crée l'« Institut des Sciences du bonheur » qui regroupe l'« École internationale du rire », l'« École des Méditations » et le « Centre d'Application de psychologie positive »[réf. souhaitée].

## Ouvrages écrits ou préfacés

### Ouvrages écrits
- Remettre du rire dans sa vie, la rigologie mode d'emploi, Robert Laffont, mai 2009  (ISBN 978-2-22111-155-0)
- avec Frédéric Cosseron, Cahier d'exercices pour rire davantage, ESF, mai 2010  (ISBN 978-2-71012-106-0)
- avec Christian Tal Schaller et Kinou le Clown, Rire une formidable thérapie, Lanore, septembre 2010  (ISBN 978-2-85157-616-3)
- avec Linda Leclerc, Le Yoga du rire, Guy Trédaniel, mai 2011,  (ISBN 978-2813202765)
- Rire au quotidien avec la rigologie - Une thérapie par le rire pour vivre heureux et épanoui, Weelearn, juin 2011
- Maigrir en riant, Guy Trédaniel, octobre 2012  (ISBN 978-2813204547)
- Cultivez votre bonheur grâce à la psychologie positive - Apprenez à vivre heureux et à le rester, Weelearn, avril 2013
- avec Frédéric Cosseron, Rire pour booster sa joie de vivre, ESF, mars 2016  (ISBN 978-2810415953)
- avec Frédéric Cosseron, Les sciences du bonheur en entreprise, 10 outils pratiques pour le manager, Weelearn, septembre 2017
- L'esthétique du rire, sous la direction du philosophe Babacar M'baye Diop, Publication de l´Université Cheikh Anta Diop de Dakar, UCAD, Département de Philosophie, janvier 2018

### Ouvrages préfacés
- Le yoga du rire en 99 définitions de Frédérique Petithory, Editions Bénévent, mai 2006  (ISBN 978-2756300993)
- The Age of Laughter du Dr Roland Schutzbach, Intercontinental Book Magazines, Hee Ging, décembre 2010, (ASIN B004DNWKYO),
- Le rire pour les nuls de Martine Medjber-Leignel et Joëlle Cuvilliez, Éditions Générales First, mars 2013  (ISBN 978-2754046886)
- Maintenant, réjouissez-vous ! de Martine Medjber-Leignel et Joëlle Cuvilliez, Éditions Générales First, juin 2014  (ISBN 978-2754060530)